# Prabu Jaya
Prabu Jaya is een bestuurslaag in het regentschap Prabumulih van de provincie Zuid-Sumatra, Indonesië. Prabu Jaya telt 9053 inwoners (volkstelling 2010).